# Arthur Darvill
Thomas Arthur Darvill (Birmingham, 7 de Junho de 1982), que utiliza o nome artístico Arthur Darvill é um ator britânico. É conhecido por seus trabalhos em Terre Haute (2006) e Swimming with Sharks (2007), mas seu trabalho mais conhecido é na série de televisão Doctor Who, onde interpretou Rory Williams. Seus trabalhos mais recentes são os personagens Paul Coates em Broadchurch e Rip Hunter em DC's Legends of Tomorrow.